# Batalla de Le Mans (1871)
La batalla de Le Mans de 1871, ocurrida en Le Mans (Francia) durante la guerra franco-prusiana, fue una victoria prusiana que terminó con la resistencia francesa en la Francia occidental.

## Preludio
Después de su victoria en la batalla de Orleans, el príncipe Federico Carlos de Prusia marchó con su ejército hacia el oeste, a la ciudad de Le Mans, donde el general francés Antoine Chanzy se encontraba al mando de 150.000 soldados. El grueso del ejército profesional francés había sido capturado en la batalla de Sedán y en el sitio de Metz, o se encontraba asediado en el sitio de París. Así, el ejército de Chanzy estaba compuesto principalmente por reservistas y civiles apresuradamente reclutados, armados con rifles obsoletos o viejos cañones militares. Aunque muy superiores en número, los franceses no podían equipararse con los experimentados soldados prusianos, y Federico Carlos no dudó en atacar.

## La batalla
El ejército francés estaba desmoralizado y mal equipado; parte de sus municiones estaban inservibles por la lluvia y la nieve, pero aun así Chanzy dispuso a sus tropas atrincheradas ante la ciudad. Los prusianos atacaron el flanco izquierdo francés, guarnecido por el río Huisne. El flanco atacado giró e inició un contraataque que detuvo a los prusianos. Estos lanzaron un arriesgado ataque contra el flanco derecho francés, deshaciéndolo. El general francés Jean Bernard Jauréguiberry fracasó en su intento por reagrupar las tropas para organizar el contraataque: la defensa francesa hubo de retroceder a Le Mans.

## Consecuencias
La batalla terminó completamente con la resistencia francesa en el oeste del país. El ejército prusiano se encontraba exhausto tras su campaña por el Loira y con sus líneas de aprovisionamiento amenazadas, por lo que Federico Carlos renunció a perseguir a Chanzy. Sin embargo, el ejército de éste, tras la derrota de Le Mans, quedó tan desmoralizado y cansado que dejó de ser una fuerza efectiva, y los combates a lo largo del Loira terminaron. 